# Hailey Duke
Hailey Duke (Sun Valley, 17 settembre 1985) è un'ex sciatrice alpina statunitense specialista dello slalom speciale.

## Biografia
Slalomista pura originaria di Boise e attiva in gare FIS dal dicembre del 2000, esordì in Nor-Am Cup il 17 novembre 2002 a Winter Park, senza completare la prova, e in Coppa Europa il 2 febbraio 2007 a Bischofswiesen, classificandosi 7ª. Sempre nel 2007 colse a Panorama prima il primo podio (3ª il 14 marzo), poi la prima vittoria (il giorno successivo) nel circuito continentale nordamericano.
Esordì in Coppa del Mondo il 25 novembre 2007 a Panorama, senza classificarsi.	In Coppa Europa colse il primo podio il 10 gennaio 2008 a Melchsee-Frutt (3ª) e la prima vittoria il 26 gennaio seguente a Lenggries. Il 30 novembre 2008 ottenne ad Aspen i primi punti in Coppa del Mondo (21ª) e un mese dopo, il 29 dicembre a Semmering, il miglior piazzamento in carriera nel circuito (8ª); in seguito vinse la sua ultima gara in Coppa Europa, l'8 gennaio 2009 a Melchsee-Frutt, e partecipò ai Mondiali di Val-d'Isère 2009, sua prima presenza iridata, classificandosi 41ª. Il 9 marzo seguente salì per l'ultima volta in carriera sul gradino più alto del podio in Nor-Am Cup, a Craigleigth.
Ai XXI Giochi olimpici invernali di Vancouver 2010, sua unica partecipazione olimpica, fu 30ª, mentre ai suoi ultimi Mondiali, Vail/Beaver Creek 2015, fu 28ª. Annunciò il ritiro al termine di quella stessa stagione; disputò la sua ultima gara di Coppa del Mondo a Åre il 14 marzo, senza qualificarsi per la seconda manche, e l'ultima gara in carriera nel suo paese natale il 4 aprile, chiusa dalla Duke al 2º posto.

## Palmarès

### Coppa del Mondo
- Miglior piazzamento in classifica generale: 77ª nel 2009

### Coppa Europa
- Miglior piazzamento in classifica generale: 18ª nel 2008
- 6 podi:
  - 3 vittorie
  - 1 secondo posto
  - 2 terzi posti

#### Coppa Europa - vittorie
| Data            | Località       | Paese    | Specialità |
| --------------- | -------------- | -------- | ---------- |
| 26 gennaio 2008 | Lenggries      | Germania | SL         |
| 27 gennaio 2008 | Lenggries      | Germania | SL         |
| 8 gennaio 2009  | Melchsee-Frutt | Svizzera | SL         |

Legenda:

SL = slalom speciale

### Nor-Am Cup
- Miglior piazzamento in classifica generale: 12ª nel 2007
- 8 podi:
  - 3 vittorie
  - 3 secondi posti
  - 2 terzi posti

#### Nor-Am Cup - vittorie
| Data          | Località    | Paese  | Specialità |
| ------------- | ----------- | ------ | ---------- |
| 15 marzo 2007 | Panorama    | Canada | SL         |
| 8 marzo 2008  | Craigleigth | Canada | SL         |
| 9 marzo 2008  | Craigleigth | Canada | SL         |

Legenda:

SL = slalom speciale

### South American Cup
- Miglior piazzamento in classifica generale: 41ª nel 2004
- 1 podio:
  - 1 secondo posto

### Australia New Zealand Cup
- Miglior piazzamento in classifica generale: 20ª nel 2011
- 1 podio:
  - 1 secondo posto

### Campionati statunitensi
- 4 medaglie[2]:
  - 3 argenti (slalom speciale nel 2008; slalom speciale nel 2010; slalom speciale nel 2012)
  - 1 bronzo (slalom speciale nel 2007)